# كابياء صفراء الأسنان عادية
كابياء صفراء الأسنان عادية (الاسم العلمي:Galea musteloides) هي نوع من الحيوانات يتبع جنس كابياء صفراء الأسنان من فصيلة الكابيائية.